# 최정산
최정산(最頂山)은 대구광역시 달성군 가창면에 위치하고 있는 해발 905m의 산이다. 태백산맥의 지맥인 비슬산맥에 솟아 있으며 비슬산과 비슷한 형태로 비슬산과 형제라고도 한다. 이 산과 통점령 사이에 있는 700m 고지는 국내에서 강원도의 대관령과 함께 스위스 샬레와 같은 형태의 고위평탄면 지형을 가지고 있는 곳으로 이국적인 분위기를 자아내며 대구지역에서 유일하게 고랭지 농업과 목축업이 성행하고 있는 곳이다.

## 주요 시설
- 위락시설 - 스파밸리, 힐크레스트(구 허브힐즈), 대구KRA플라자(TV경마장)
- 체육시설 - 냉천컨트리클럽
- 사찰 - 운흥사, 남지장사

## 같이 보기
- 한국의 산
- 비슬산
- 앞산
- 팔공산
- 가야산
- 금오산